# パーソナル・コンストラクト理論
パーソナル・コンストラクト理論（パーソナル・コンストラクトりろん、personal construct theory、PCT）またはパーソナル・コンストラクト心理学（パーソナル・コンストラクトしんりがく、personal construct psychology、PCP）は、人格心理学において、1950年代にアメリカの心理学者ジョージ・ケリーによって開発された性格と認知の理論。  

## 解説
この理論は、行動の心理的理由を扱う。 ケリーは、個人は類似性と非類似性の両極端に基づいて心理学的に評価できると提唱し、これを個人的な構成（こじんてきなこうせい、personal constructs、スキーマ、あるいは世界を解釈する枠組み）と呼んだ。 この理論は、認知療法の理論の先駆けである。 

ケリーはこの理論から心理療法のアプローチと、レパートリーグリッドインタビューと呼ばれる手法を考案し、セラピストによる介入や解釈を最小限に抑えながらクライアントが自身の個人的な構成を分析できるようにした。レパートリーグリッド法は後に、意思決定や他者の世界観の解釈など、組織内でのさまざまな用途に応用された。 英国心理療法評議会は、PCP 療法を構成主義学派の「体験に重きを置く療法」に分類している。